# Eduardo Pisano
Pour les articles homonymes, voir Pisano.
Eduardo Pisano (ou Eduardo López Pisano) est un artiste peintre expressionniste espagnol né le 2 mai 1912 à Torrelavega (Cantabrie) où l'École d'art ainsi qu'une rue portent aujourd'hui son nom. Établi à Montparnasse en 1947, il est une figure reconnue de l'École de Paris. Il est mort le 18 avril 1986.

## Biographie

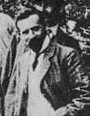
Hermilio Alcalde del Río

Quatrième et dernier enfant (après Manuela, Felipe et Mercedes) d'Eduardo López et de Joaquina Pisano, modestes horticulteurs à Torrelavega, Eduardo Pisano, qui se révèle très vite d'un tempérament certes affectueux mais ombrageux et solitaire, est placé dès l'âge de huit ans par ses parents dans un collège religieux (colegio de los Sagrados Corazones, Torrelavega) où rigueur et sévérité ne compromettent pas la passion avec laquelle il y découvre les maîtres de la peinture espagnole classique, en premier lieu Diego Vélasquez. En 1926, Eduardo est l'élève d'Hermilio Alcalde del Río (es) à l'École des arts et métiers de Torrelavega (enseignement très classique mais auquel il demeurera toujours profondément reconnaissant) où il se lie d'amitié avec Mauro Muriedas Diez (1908-1991) qui y est son condisciple. En 1931, sans doute à la suite de l'immense chagrin que lui cause la mort subite de son père, âgé de 56 ans, le 11 septembre 1930, il gagne Madrid où il fréquente les musées et où, parallèlement à la peinture, il fait l'apprentissage de la gravure en suivant les cours du soir de Manuel Castro Gil à l'École des arts graphiques de Madrid.

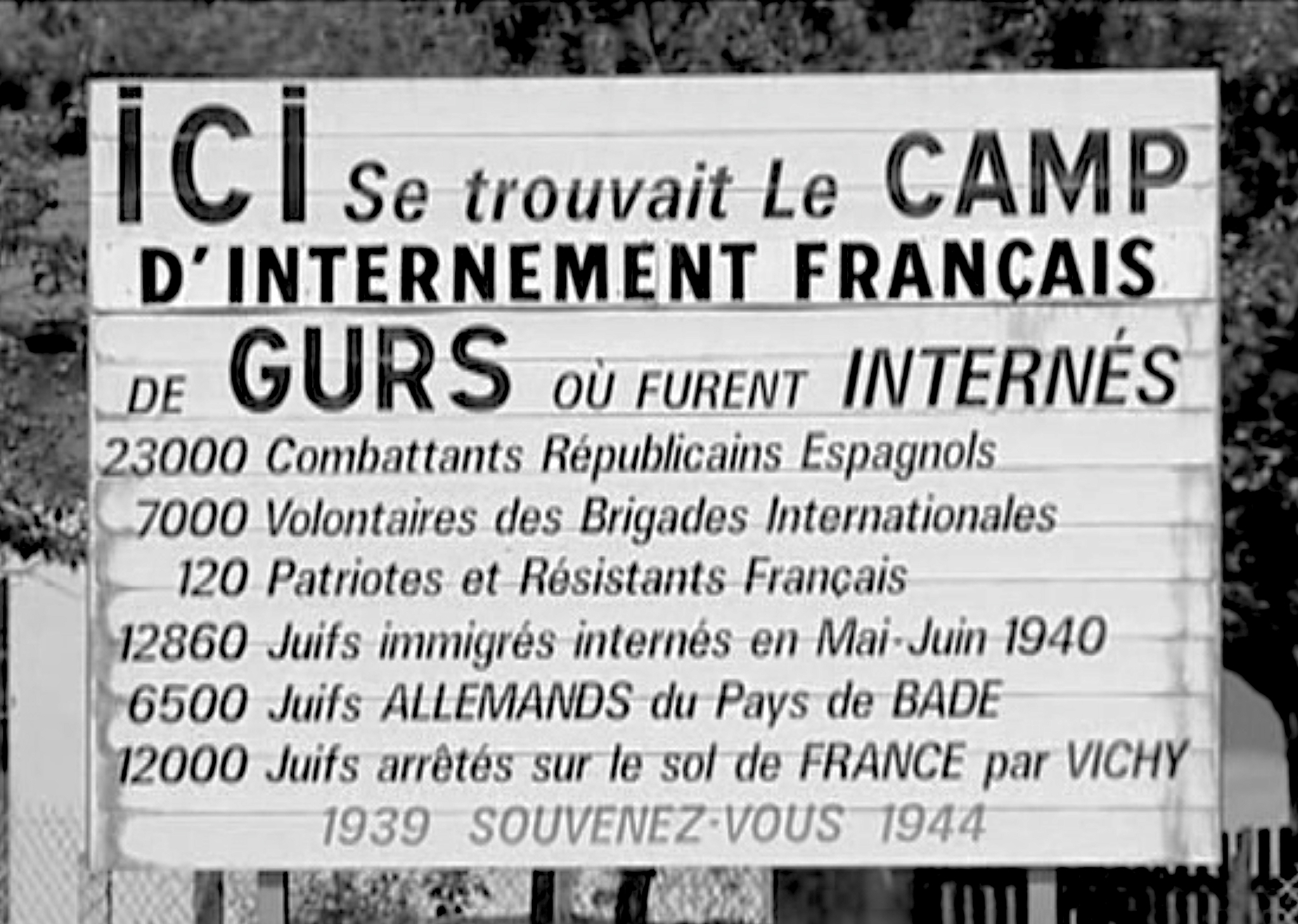
Camp de Gurs, panneau mémoriel

Eduardo Pisano accomplit son service militaire à l'aérodrome militaire (es) de La Virgen del Camino, dans la province de León, puis revient à Madrid où, dans la suite de la Révolution asturienne de 1934, une guerre civile - ce sera la Guerre d'Espagne - sera bientôt pressentie. Il rejoint alors les rangs de l'armée républicaine et participe à l'offensive de Catalogne. Dans la suite de cette défaite, il rejoint Barcelone qui est prise par l'armée franquiste en janvier 1939. Il est, à l'instar de Luis Vidal Molné et d'Antoni Clavé, cité par Francesco Agramont Lacruz dans l'histoire des artistes d'Espagne qui est alors liée à celle de l'exil républicain forcé vers la France : comme Molné et Clavé, Pisano - « l'un de ces milliers de soldats vaincus, éreintés, désemparés » - quitte l'Espagne en 1939 et, après des internements dans le camp de concentration d'Argelès-sur-Mer et dans le camp de Gurs, après aussi qu'il ait participé durant « trois années d'enfer dantesque » aux travaux forcés de la construction du Mur de l'Atlantique, le débarquement allié lui donne enfin l'opportunité de la fuite et d'« être rendu à Bordeaux, après douze ans de dangers, de souffrances et de privations, à la liberté en laquelle il ne croyait plus ».
Un modeste emploi de manutentionnaire dans une entreprise de bois à Arcachon offre à Eduardo Pisano les ressources de renouer avec la peinture, dans un style expressionniste qui dit la désespérance et l'âpreté de sa vie. Il va rester deux années en Aquitaine qui est réceptive à son art, participant en 1946, aux côtés de Pablo Picasso, Hernando Viñes, Ginés Parra et Óscar Domínguez, à l'exposition commémorative du deuxième centenaire de Goya au Musée des Beaux-Arts de Bordeaux. Arrivant très démuni à Paris en 1947, il vend ses tableaux aux terrasses des cafés, et un soutien d'amateurs lui permet de s'installer au 33, rue Vercingétorix. En avril 1947, il participe (son premier accrochage à Paris) à l'exposition Artistes espagnols en exil à la Galerie La Boétie,.
Le 28 février 1975, Eduardo épouse Maria Amalia Vieita Arevalo, d'origine cubaine, et le couple s'installe à Enghien-les-Bains. Après la mort de Francisco Franco en novembre 1975, notre artiste revient régulièrement à Torrelavega où une École d'art Eduardo Pisano est inaugurée en 1978. En même temps, sa peinture se rapproche de l'abstraction, Eduardo s'adonnant à la gouache et l'huile sur papier dans un libre tachisme qui, suggérant la représentation et non l'objectivant, n'a d'autre objet que son plaisir ludique du lyrisme et de la couleur: après un expressionnisme énonçant une vision souffrante et tourmentée du monde, peut-être là le signe festif, au soir de la vie d'Eduardo Pisano, d'un grand apaisement, d'une joie de vivre retrouvés en même temps que les racines de Cantabrie.
Eduardo Pisano, qui eut toute sa vie pour maxime « Todo por el arte », s'éteint en avril 1986 et repose dans le cimetière sud d'Enghien-les-Bains. Peintre reconnu alors que sa postérité ne le préoccupait guère, il est revendiqué aujourd'hui tant par Santander et Torrelavega où sont ses racines (les deux villes commémorèrent le centenaire de sa naissance en 2012 par des expositions-hommages) que par Paris où, en novembre 2014, une exposition où l'Institut Cervantes accrocha ses œuvres (voir Expositions collectives ci-dessous) a rééclairé l'historicité d'un « Montparnasse espagnol ».

## Œuvre
L'œuvre porte la marque d'un lourd vécu de chaos et de tourments : le jeune Eduardo Pisano n'aimait pas l'expressionnisme, or il devint un peintre expressionniste, tandis qu'il se détacha de son émerveillement initial pour Vélasquez afin d'admirer El Greco et Francisco Goya. Ses sujets de prédilection sont les corridas, le cirque, les scènes de flamenco et les nus baudelairiens qui sont des réminiscences de 1931 et de sa vie madrilène, mais aussi des natures mortes portant la sombre gravité d'un Raymond Guerrier, des paysages pastoraux aux évocations tant bibliques que de la Cantabrie, des Christ en croix, des Pietà et même un Chemin de Croix en quatorze tableaux-stations qui, exposés en la chapelle du collège des Jésuites d'Eu en 2015 avant d'être fixés en l'église de la Vierge grande de Torrelavega (es), énoncent la persistance d'une profonde ferveur religieuse.
Ses années d'« enfer dantesque » demeurent la grande blessure d'Eduardo, elles hantent ses rêves et il l'exprime : son tableau le plus historique, son Guernica à lui, intitulé Le rêve du soldat, mêle le fantasme et le cauchemar (Éros et Thanatos), énonce les grands effrois, les grandes privations et la proximité de la mort dans leur interminable vécu quotidien.
À l'instar d'un autre expressionniste, l'Italien Bernard Damiano, Eduardo ne datait pas ses toiles. Une partie substantielle de l'œuvre, renvoyant en cela aux années difficiles de l'après-guerre, a pour support le panneau d'isorel, « ce matériau pauvre utilisé par les peintres en pénurie de toiles ». Ses couleurs sont les bruns, les ocres, les rouges et les jaunes, de larges cernes noires définissant les formes tout en réaffirmant une vision tragique de l'humanité. Ainsi, peut analyser Lydia Harambourg, « progressivement intégré à la société cosmopolite des Montparnos, Eduardo Pisano n'en conserve pas moins son hispanité. Des scènes de tauromachie ou de flamenco sont peintes avec force, comme tous ses thèmes où l'homme se voit l'acteur d'un drame personnel. La misère se cache sous le maquillage et les costumes de lumière du clown; les "masques comiques" de Pisano rappellent d'ailleurs Georges Rouault ».

## Expositions

### Expositions personnelles

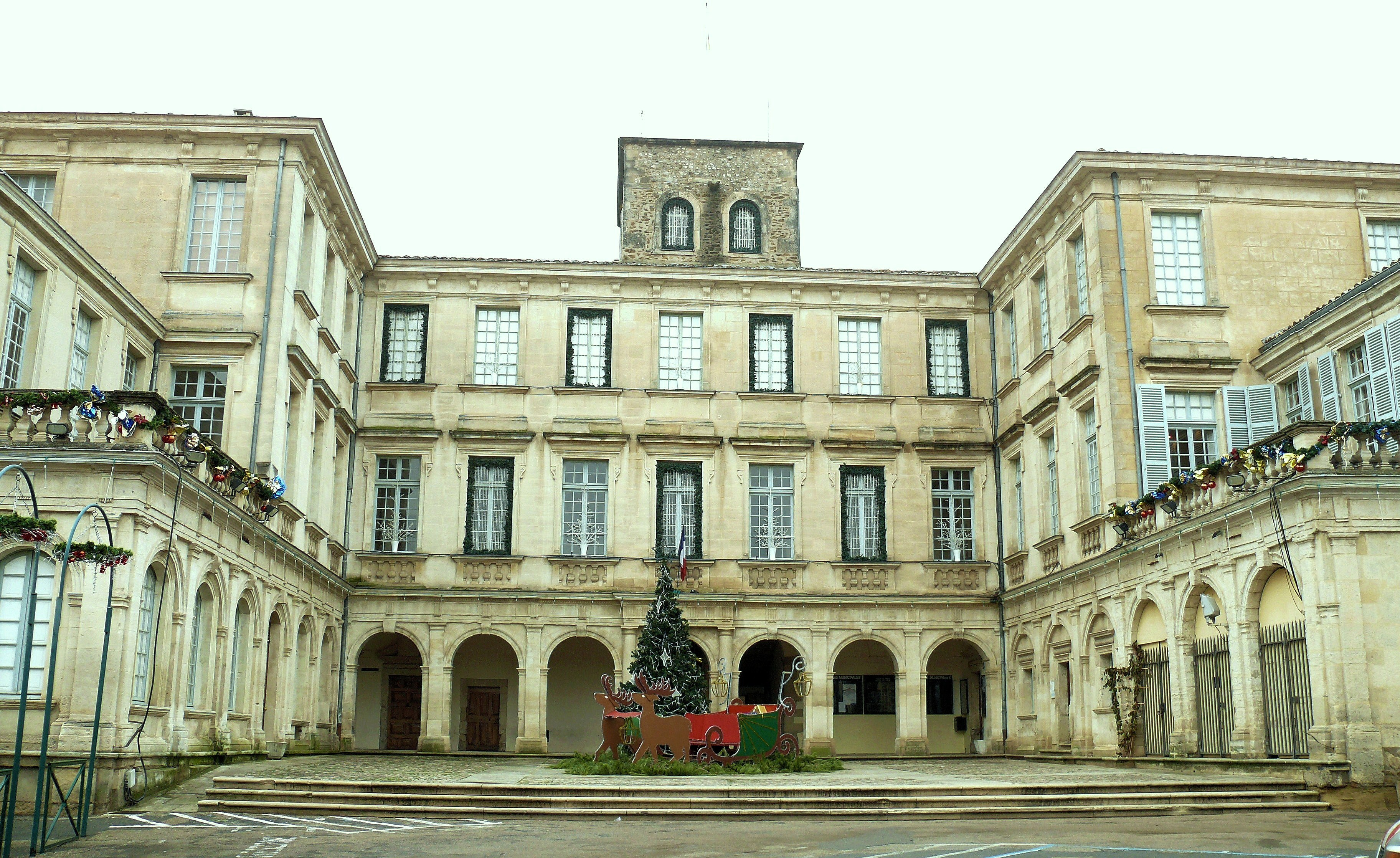
Valréas, château de Simiane

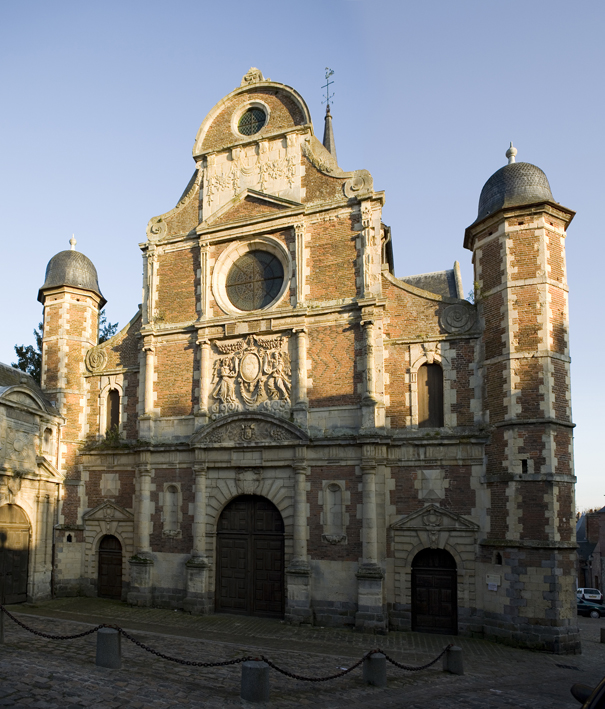
Chapelle du collège des Jésuites d'Eu

- Bibliothèque populaire de Torrelavega, 1934.
- Expositions non datées à Arcachon, Biarritz, Bayonne, Toulouse, Marseille, entre 1946 et 1958.
- Lycée Dumaine-Perez, Paris, 1948.
- Galerie-atelier Vidal, Paris, 1948, 1964, 1965.
- Galerie des Arts et des Lettres, Paris, 1948.
- Beverly Hills, Los Angeles, 1966.
- Galerie Dintel, Santander, 1959[14], 1972.
- Galerie d'art Sur, Santander, 1969, 1971, 1977.
- Galerie Prima, Paris, 1972.
- Caisse d'Epargne de Torrelavega, 1973, 1986.
- Musée-bibliothèque de Saint-Cloud, 1974.
- Salle Nonell, Barcelone, 1976.
- Espace d'art Espi, Torrelavega, 1978, 1984, 1985, 1986.
- Musée des beaux-arts de Santander, 1982.
- Exposicion antologica homenaje Eduardo Pisano, Musée des beaux-arts de Santander, 1988.
- École Saint-Eloi, Salamanque, 1988.
- Galerie d'art Cervantès, Santander, 1996.
- Hommage à Pisano, Musée du Mas Carbasse, Saint-Estève, 2002.
- Galerie Carmen Carrion, Santander, 2003.
- Salle Mauro Muriedas, Torrelavega, 2003, 2012.
- Fondation Vincent van Gogh, Arles, 2004.
- Rétrospective Eduardo Pisano - Festival des nuits de l'Enclave des Papes, château de Simiane, Valréas, juillet-août 2011.
- Centenaire de la naissance d'Eduardo Pisano, exposition-hommage, cloître du Parlement de Cantabrie, Santander, 2012.
- Montparnasse, terre d'asile - Eduardo Pisano, peintre espagnol, Musée du Montparnasse, 21, Avenue du Maine à Paris, février-mars 2013[15],[16],[17],[18].
- Galerie Mona Lisa, Paris, 2013.
- Une explosion de couleurs à Montparnasse : Eduardo Pisano, chapelle du collège des Jésuites, Eu, mai-juin 2015[19].
- Maison de la culture de Torrelavega, mai 2018[20],[21],[22],[23], décembre 2019 - janvier 2020[24].
- Espace culturel Fraile et Blanco, Santander, 2019[25].
- Eduardo Pisano (1912-1986)- La nostalgia, musée des Avelines, Saint-Cloud, avril-juillet 2020[26].
- Eduardo Pisano (1912-1986) - La nostalgia, Musée des Avelines, Saint-Cloud, novembre 2021 - février 2022[27].
- La passion, Eduardo Pisano, Galerie Éric Licoys, Paris, avril-mai 2025[28].

### Expositions collectives
- IIème centenaire de Goya - Exposition d'œuvres de Goya et de peintres contemporains espagnols vivant en France et en Amérique, Musée des Beaux-Arts de Bordeaux, 1946.
- Artistes espagnols en exil, Galerie La Boétie, Paris, 1947[10].
- Foire-exposition de Dijon, 1954.
- Maison de la pensée française, Paris, 1955.
- Peintures et sculptures des artistes espagnols - Eleuterio Blasco Ferrer (es), Antoni Clavé, Pere Créixams, Óscar Domínguez, Pedro Flores Garcia, Pierre Garcia-Fons, Emili Grau i Sala, Alexis Hinsberger, Baltasar Lobo, Luis Molné, Ginés Parra, Joaquín Peinado, Eduardo Pisano, Andrés Segovia, Xavier Valls…, Galerie Jacques Vidal, Paris, juin 1956.
- Eduardo Pisano et Orlando Pelayo, Galerie Jacques Vidal, Paris, 1967[14].
- 1ère Biennale d'art contemporain espagnol - Eleuterio Blasco Ferrer, Ismael González de la Serna, Pedro Flores, Emili Grau i Sala, Antonio Guansé, Alexis Hinsberger, José Palmeiro, Eduardo Pisano, Javier Vilató…, Palais Galliera, Paris, mars 1968[29].
- Galerie Dintel, Santander, 1972.
- Galerie d'art Sur, Santander, 1972, 1973, 1975.
- Salle Nonelle, Barcelone, 1973.
- Hommage aux peintres de Cantabrie, Cabezón de la Sal, de 1974 à 1988.
- Salon de peinture de Vaucresson, 1975.
- Banque de Bilbao, 1975.
- Exposition promotions d'art: trente peintres, Barcelone et Madrid, 1984.
- Pièces d'identité, exposition organisée par l'Association La chapelle de Romans au Musée international de la chaussure, Romans-sur-Isère, octobre 2013-mars 2014.
- Le Montparnasse espagnol, Institut Cervantes, Paris, novembre 2014.

## Réception critique
- « L'âme espagnole est ombrageuse. Pisano n'échappe pas à la règle. Il demeure lui-même dans cette transplantation qui ne l'a pas métamorphosé en plante de serre. De ses origines, il garde le goût de la force, de la véhémence, de l'expression en fusée, de l'émotion jetée en couleurs sur la toile. Mais, très différemment en cela de ses compatriotes, on trouvera difficilement en lui des accents sombres ou morbides cette démarche qui est commune aux danses, à la poésie, aux chants, à Manuel de Falla, Federico García Lorca ou Zurbarán. On croirait que les douceurs françaises ont expurgé en lui le goût de la mort. Pisano associe spontanément les femmes, les fleurs, les fruits, les arbres, les églises et les hommes qui passent en une symphonie explosive et tourbillonnaire. » - Armand Lanoux, de l'Académie Goncourt[3]
- « Sans concessions, indifférent à l'environnement, aux modes et à l'argent, il peint à l'huile, souvent sur papier. Clowns pensifs, fleurs irréelles, nus vigoureux, Christs de lumière et colombes blessées se succèdent. Diversifiée à l'infini, sa thématique d'origine suffit à ce peintre de l'imaginaire, et aux abords de l'abstraction, pour projeter ses sensations colorées en sorte que Pisano - expressionniste espagnol, dit de l'École de Paris - en dehors d'une ambiance recherchée, doit peu à sa capitale d'adoption. » - Dictionnaire Bénézit[2]
- « Eduardo Pisano est l'exemple paradigmatique de l'artiste indépendant, personnel, qui crée en dehors des modes, poussé par une sorte de pulsion vitale dont la gestualité effervescente semble répondre à un désir impérieux de matérialisation de la vision imaginaire d'un monde intérieur, recréé à partir des souvenirs d'une culture et d'un folklore essentiellement et profondément espagnol. Même si la plus grande partie de l'œuvre de Pisano est peinte dans son petit atelier du 33 de la rue Vercingétorix, elle ne se réfère qu'à un ailleurs, une Espagne tout autant rêvée que remémorée, une Espagne au fond subjective et intériorisée. » - Élisée Trenc[30]
- « La obra de Pisano es heredera de la dureza de la España profunda que retratara descarnadamente Goya ; del colorido y formas de las pinturas del Greco, y se deja ver la influencia del pintor francés Georges Rouault en la fuerza dramática de su trazo. Todos ellos son elementos que han dado una especial personalidad a su obra llema de energia y color, muy entroncada con el flamado expresionismo barroco. » - Francisco Fernández Mañanes[25]
- « Passé par les chemins de l'exil, des camps, des travaux forcés où le mauvais traitement par les Allemands le laisse partiellement sourd, puis de la Résistance, l'artiste vétéran de l'aviation républicaine reprend ses pinceaux dès que possible après la guerre mondiale. Federica Montseny voit la production dramatique et expressive de Pisano comme un gage supplémentaire de la vitalité de "l'esprit créateur de la race" en exil, abreuvée par la douleur[31]. Autoportrait à la palette (1951), où l'artiste apparaît derrière un chevalet, palette à la main, est un exemple de sa production de l'époque. En arrière-plan, on distingue les formes des toitures caractéristiques des régions aux terres arides rehaussées des tons ocres, gris et orangés. En tournant le dos à l'évocation de sa patrie lointaine, Pisano, déterminé à sublimer ses épreuves et celles de ses compatriotes, se concentre sur sa vocation artistique et sur l'avenir. » - Amanda Herold-Marme[14]

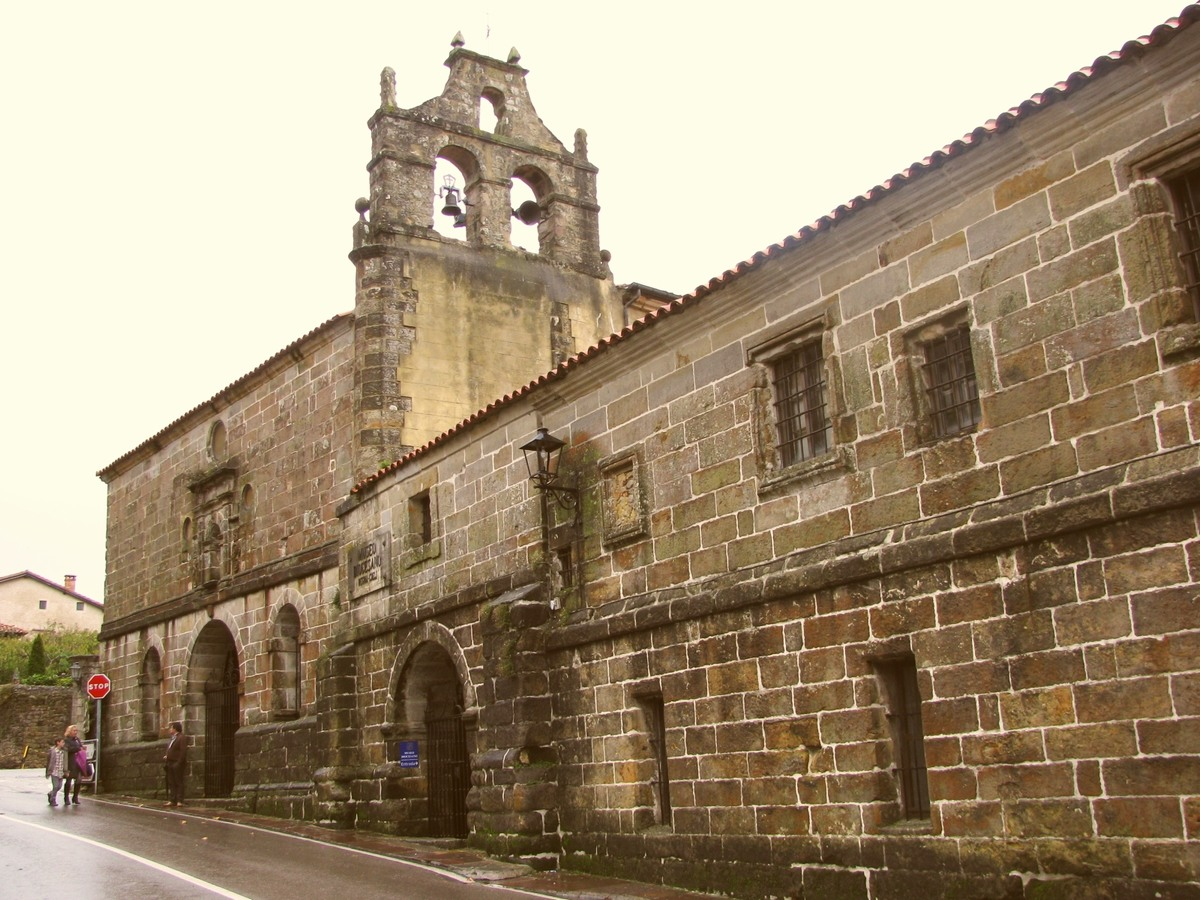
Musée diocésain Regina Coeli, Santillana del Mar

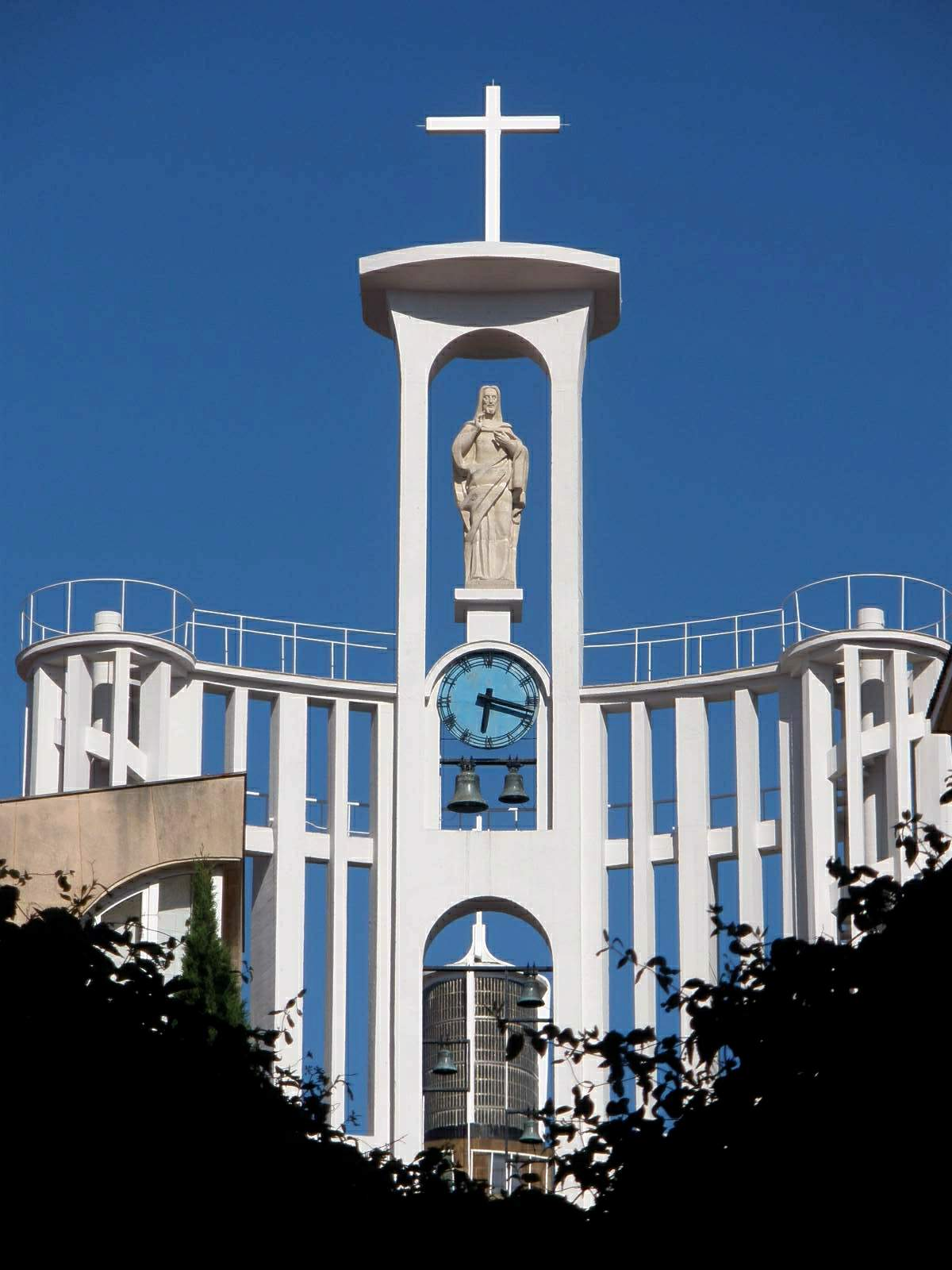
Église de la Vierge grande, Torrelavega

## Collections publiques

### France
- Musée des Beaux-Arts de Bordeaux.
- Musée Goya, Castres.
- Musée du Montparnasse, Paris.
- Musée-bibliothèque de Saint-Cloud.

### Espagne
- Musée des Beaux-Arts (es) Santander.
- Gouvernement de Cantabrie, Santander.
- Parlement de Cantabrie, Santander.
- Centre culturel Caja Cantabria, Santander.
- Musée diocésain Regina Coeli, Santillana del Mar.
- Maison de la culture de Torrelavega, cinquante œuvres, donation Éric Licoys[32].
- Église de la Vierge grande (es), Torrelavega, quatorze stations de chemin de Croix[4].

### Mexique
- Musée iconographique Don Quichotte (es), Guanajuato[33].

## Collections privées
- Nobel Sámano, une aquarelle originale ayant fait l'affiche de l'un de ses concerts en 1958.